# پیخچال

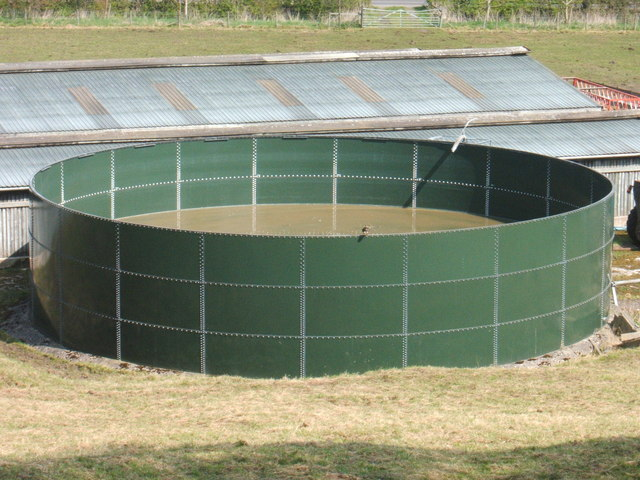
پیخچال‌های ساخته شده روی سطح زمین.

پیخچال (به انگلیسی Slurry pit) به مخازن یا محل نگهداری پیخاب گفته می‌شود که درون این مخازن فاضلاب حاصل از دامداری و دامپروری نگهداری می‌شوند. ترکیب درون پیخچال ترکیبی از مدفوع (پهن، پیخال)، ادرار و سایر مواد دفعی، زایدات حاصل از محل استراحت حیوانات، آب ناشی از شستشوی ظروف و کف محل نگهداری، آب بکار رفته در خنک کردن دام‌ها، زایدات ناشی از تغذیه دام‌ها و سایر آلاینده‌های تولیدی توسط دام‌ها نگهداری، فرآوری یا تصفیه می‌شود.

## ارزش تغذیه ای برای گیاهان
پیخاب درون پیخچال‌ها می‌تواند منبع غنی ازت، فسفر و پتاسیم باشد.

## سازه
پیخچال‌ها به شکل گودال، سازه‌های بتنی بیشتر دایره ای شکل و تانک‌های ویژه تصفیه پیخاب دامداری‌ها و دامپروی‌ها ساخته شده و به شکلی طراحی شود که امکان نشست آب به زمین و آسیب به محیط زیست وجود نداشته باشد.

## ملاحظات
پیخچال‌ها بالقوه دارای خطرات غرق شدن و همچنین خفگی را به وجود می‌آورند. تجزیه گازهایی مانند آمونیاک، متان، دی‌اکسید کربن و سولفید هیدروژن تولید می‌کند که می‌بایست نکات ایمنی در هنگام کار یا استفاده از پیخاب ملاحظه شوند.